# Épisodes de The New Normal
Cet article présente les épisodes de la série télévisée américaine The New Normal.

## Synopsis
Bryan et David forment un couple de Beverly Hills qui engagent Goldie, une serveuse du Midwest, comme mère porteuse.

## Distribution

### Acteurs principaux
- Justin Bartha : David Sawyer
- Andrew Rannells : Bryan Collins
- Georgia King : Goldie Clemmons
- Bebe Wood : Shania Clemmons
- NeNe Leakes : Rocky Rhoades, assistante personnelle de Bryan
- Jayson Blair : Clay Clemmons, père de Shania
- Ellen Barkin : Jane Forrest

### Acteurs récurrents
- Jackie Hoffman (V. F. : Caroline Jacquin) : Frances
- Sterling Sulieman (V. F. : Sylvain Agaësse) : Clint
- Michael Hitchcock (V. F. : Régis Lang) : Gary Snyder
- Isaak Presley (V. F. : Audrey Sablé) : Wilbur
- Ravi Patel (V. F. : Franck Sportis) : Amir

### Invités
- Leisha Hailey : Victoria (épisode 7)
- Constance Zimmer : Tiffany (épisode 7)
- John Benjamin Hickey (VF : Éric Marchal) : père Michael (épisodes 7 et 16)
- Shannen Doherty : elle-même (épisode 10)
- Matthew Bomer : Monty (épisode 12)
- Mark Consuelos : Chris (épisode 14)
- John Stamos (VF : Olivier Destrez) : Brice (épisodes 14 et 15)
- Mary Kay Place : mère de Bryan
- Nicole Richie : elle-même (épisode 18)
- George Takei : Sam (épisode 18)

## Épisodes

### Épisode 1:Deux papas pour un bébé
- États-Unis /  Canada : 10 septembre 2012 sur NBC[1] / CTV
- Suisse : 29 septembre 2013 sur RTS Un[2]
- Belgique : 20 février 2017 sur Plug RTL[3]

- États-Unis : 6,88 millions de téléspectateurs[4]
- Canada : 971 000 téléspectateurs[5]

### Épisode 2:Être père ou ne pas l'être
- États-Unis /  Canada : 11 septembre 2012 sur NBC / CTV
- Belgique : 21 février 2017 sur Plug RTL

- États-Unis : 6,96 millions de téléspectateurs[7]

### Épisode 3:Première Échographie
- États-Unis /  Canada : 18 septembre 2012 sur NBC / CTV
- Belgique : 22 février 2017 sur Plug RTL

- États-Unis : 6,08 millions de téléspectateurs[8]

### Épisode 4:Obama mania
- États-Unis /  Canada : 25 septembre 2012 sur NBC / CTV
- Belgique : 23 février 2017 sur Plug RTL

- États-Unis : 5,04 millions de téléspectateurs[9]

### Épisode 5:Le Nanagasme
- États-Unis /  Canada : 2 octobre 2012 sur NBC / CTV
- Belgique : 24 février 2017 sur Plug RTL

- États-Unis : 4,50 millions de téléspectateurs[10] (première diffusion)

- Jackie Hoffman (Francis)

### Épisode 6:Mariage pour de faux
- États-Unis /  Canada : 9 octobre 2012 sur NBC / CTV
- Belgique : 27 février 2017 sur Plug RTL

- États-Unis : 4,86 millions de téléspectateurs[11] (première diffusion)

### Épisode 7:Des parents à tout prix
- États-Unis /  Canada : 23 octobre 2012 sur NBC / CTV
- Belgique : 28 février 2017 sur Plug RTL

- États-Unis : 4,33 millions de téléspectateurs[12]

- John Benjamin Hickey (Father Michael)
- Constance Zimmer (Tiffany)
- Leisha Hailey (Victoria)

### Épisode 8:La Vidéo la plus gay du monde
- États-Unis /  Canada : 13 novembre 2012 sur NBC / CTV
- Belgique : 1er mars 2017 sur Plug RTL

- États-Unis : 4,66 millions de téléspectateurs[13]

### Épisode 9:Thanksgiving
- États-Unis /  Canada : 20 novembre 2012 sur NBC / CTV
- Belgique : 2 mars 2017 sur Plug RTL

- États-Unis : 4,29 millions de téléspectateurs[14]

- Jackie Hoffman (mère de David)
- Barry Bostwick (père de David)
- Sterling Sulieman (Clint, frère de Rocky)

### Épisode 10:Les Grands Espoirs
- Canada : 26 novembre 2012 sur CTV
- États-Unis : 27 novembre 2012 sur NBC
- Belgique : 3 mars 2017 sur Plug RTL

- États-Unis : 4,04 millions de téléspectateurs[15]

- Shannen Doherty (Elle-même)

### Épisode 11:Un Noël mouvementé
- États-Unis /  Canada : 4 décembre 2012 sur NBC / CTV
- Belgique : 6 mars 2017 sur Plug RTL

- États-Unis : 4,55 millions de téléspectateurs[16]

- Cheri Oteri (Carla)
- Marlo Thomas (Nancy Niles)

### Épisode 12:La Ruée vers Goldie
- États-Unis /  Canada : 8 janvier 2013 sur NBC / CTV
- Belgique : 7 mars 2017 sur Plug RTL

- États-Unis : 3,23 millions de téléspectateurs[17]

- Matt Bomer (Monty)
- Michael Hitchcock (Gary)

### Épisode 13:Pères au foyer
- États-Unis /  Canada : 15 janvier 2013 sur NBC / CTV
- Belgique : 8 mars 2017 sur Plug RTL

- États-Unis : 3,33 millions de téléspectateurs[18]

### Épisode 14:La Théorie de genres
- États-Unis /  Canada : 22 janvier 2013 sur NBC / CTV
- Belgique : 9 mars 2017 sur Plug RTL

- États-Unis : 3,28 millions de téléspectateurs[19]

- John Stamos (Brice)
- Mark Consuelos (Chris)

### Épisode 15:La reine du lait
- États-Unis /  Canada : 29 janvier 2013 sur NBC / CTV
- Belgique : 10 mars 2017 sur Plug RTL

- États-Unis : 3,08 millions de téléspectateurs[20]

- John Stamos (Brice)

### Épisode 16:Mon chien, mon bébé
- États-Unis /  Canada : 19 février 2013 sur NBC / CTV
- Belgique : 13 mars 2017 sur Plug RTL

- États-Unis : 2,8 millions de téléspectateurs[21]

### Épisode 17:Pour les yeux de Nikki
- Canada : 25 février 2013 sur CTV
- États-Unis : 26 février 2013 sur NBC
- Belgique : 14 mars 2017 sur Plug RTL

- États-Unis : 2,62 millions de téléspectateurs[22]

### Épisode 18:Halloween
- Canada : 4 mars 2013 sur CTV
- États-Unis : 5 mars 2013 sur NBC
- Belgique : 15 mars 2017 sur Plug RTL

- États-Unis : 2,44 millions de téléspectateurs[23]

- Nicole Richie (elle-même)
- George Takei (Sam)

### Épisode 19:Affronter ses peurs
- États-Unis /  Canada : 19 mars 2013 sur NBC / CTV
- Belgique : 16 mars 2017 sur Plug RTL

- États-Unis : 2,11 millions de téléspectateurs[24]

### Épisode 20:Papa scout
- Canada : 25 mars 2013 sur CTV
- États-Unis : 26 mars 2013 sur NBC
- Belgique : 17 mars 2017 sur Plug RTL

- États-Unis : 3,32 millions de téléspectateurs[25]

### Épisode 21:Le prénom
- Canada : 1er avril 2013 sur CTV
- États-Unis : 2 avril 2013 sur NBC
- Belgique : 20 mars 2017 sur Plug RTL

- États-Unis : 4,46 millions de téléspectateurs[26]

### Épisode 22:Le grand jour
- Canada : 1er avril 2013 sur CTV
- États-Unis : 2 avril 2013 sur NBC
- Belgique : 21 mars 2017 sur Plug RTL

- États-Unis : 3,39 millions de téléspectateurs[26]